# William Speirs Bruce

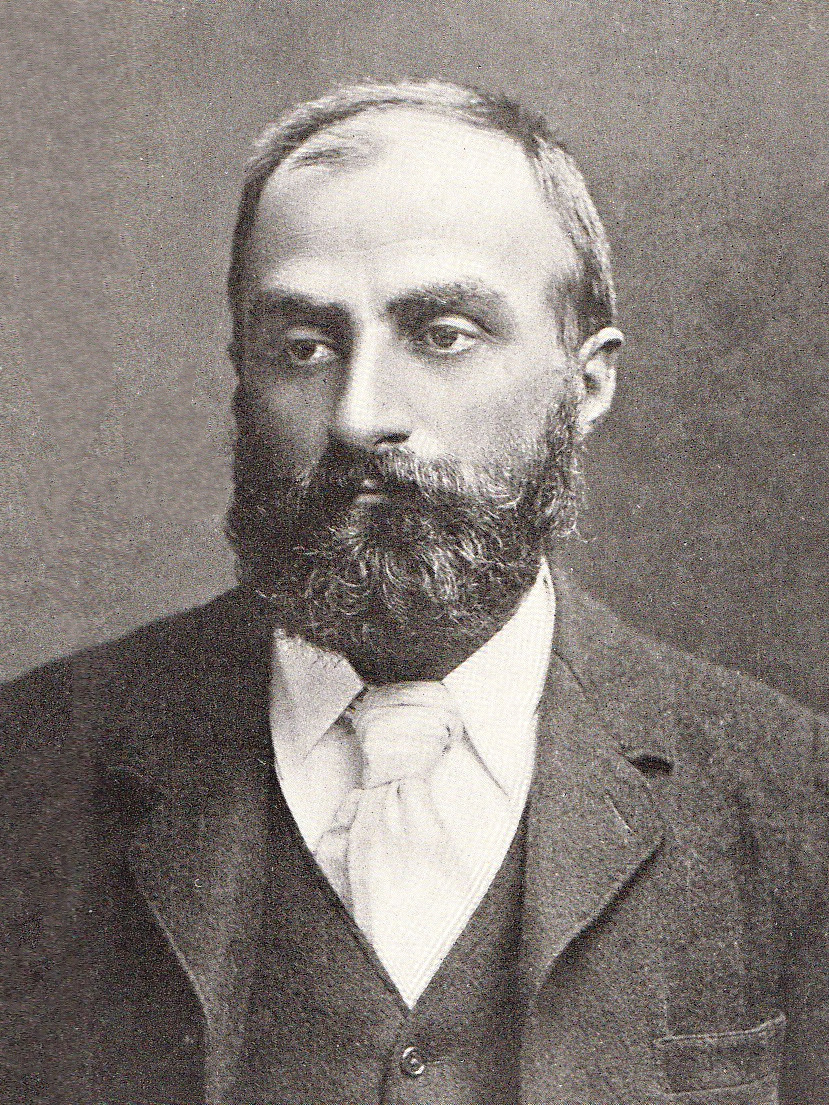
William Speirs Bruce

William Speirs Bruce (geboren am 1. August 1867 in London; gestorben am 28. Oktober 1921 in Edinburgh) war ein britischer Polarforscher und Ozeanograph. Er leitete die Scottish National Antarctic Expedition von 1902 bis 1904, die das Weddellmeer als Zielgebiet hatte.

## Leben
In den Jahren 1892–93 führte Bruce eine Walfangreise, die Dundee Whaling Expedition, zu den Falklandinseln Bruce erstmals in die antarktischen Gewässer. Zu den Teilnehmern dieser Expedition gehörte auch sein Freund und Künstler William Gordon Burn-Murdoch.
1901 sollte Bruce Robert Falcon Scott auf dessen Discovery-Expedition in die Antarktis begleiten. Er lehnte jedoch ab, da er eine eigene Expedition, die Scottish National Antarctic Expedition, vorbereitete. Am 2. November 1902 segelte er mit der Scotia nach Süden. Er erreichte Festland, fand aber keinen geeigneten Platz für eine Überwinterung, woraufhin er wieder nach Norden fuhr und den Winter auf den Südlichen Orkneyinseln verbrachte und die dortige Fauna untersuchte.
Im Januar 1904 entdeckte er Coatsland an der östlichen Küste des Weddellmeeres. Er benannte die Region nach James Coats Jr. und Major Andrew Coats, die die wichtigsten Unterstützer der Expedition waren. Am 15. Juli 1904 kam das Schiff nach der Rückreise in Nordirland an. Diese Expedition war die erste, die bewegte Bilder der Küste der Antarktis produzieren konnte, außerdem wurde die erste Benutzung von Dudelsäcken im Bereich der Antarktis von dieser Expedition dokumentiert. Aufgrund der ersten Film- und Tondokumente der Antarktis gilt Bruce auch als Pionier des Dokumentarfilms.
Auf Laurie Island etablierte Bruce die Wetterstation Omond House, die später von Argentinien übernommen wurde und bis heute die am längsten ohne Unterbrechung in Betrieb befindliche meteorologische Station der Antarktis ist.
Bruce weitere Forschung widmete sich vor allem Spitzbergen, des Weiteren leitete er von 1915 bis 1916 eine Walfangstation auf den Seychellen. Da Bruce jedoch das tropische Klima hasste, zog er sich nach Schottland zurück. Dort starb er 1921 nach langer, schwerer Krankheit. Seine Asche wurde im Südpolarmeer verteilt.
Nach Bruce sind einer Reihe geographischer Objekte in der Antarktis benannt. Darunter befindet sich der Bruce Point, eine Felsnadel im ostantarktischen Viktorialand, das Bruce-Plateau und Bruce Island im westantarktischen Grahamland und der Bruce-Nunatak, eine Insel im Weddell-Meer.

## Werke (Auswahl)
- Polar exploration (Home university library of modern knowledge; 8). Williams & Norgate, London 1911
- The voyage of the „Scotia“. Being the record of a voyage of exploration in Antarctic seas. Blackwood, Edinburgh 1906 (zusammen mit Robert C. Mossman und James H. Pirie)

## Film
- Auf den Spuren großer Entdecker – William Speirs Bruce Dokureihe, GB, 2011. Laufzeit: 50 Minuten Original-Titel: The Last Explorers. Mit: Neil Oliver, Simon Tait u. a.